# Gymnasiet - en skoleform
Gymnasiet - en skoleform er en film instrueret af Dola Bonfils efter manuskript af Dola Bonfils.

## Handling
Debatfilm, der skildrer gymnasiet som en spændende arbejdsplads for både lærere og elever. Filmen er optaget på Falkonergårdens Gymnasium. 

Dola Bonfils om filmen:
Vi ville gerne med denne film give et indblik i gymnasieskolens for omverdenen lukkede hverdag. Hvis man ikke kender til forholdene, kan man heller ikke deltage kvalificeret i en diskussion om omvurderinger og alternativer. Sådan var vort udgangspunkt. Vi ville ikke fremlægge gymnasiets faglige indhold, men snarere se på den indlæring, der foregår lærere og elever imellem, og som bundfælder sig som holdninger og måder at opfatte sig selv og omverdenen på. I marts 1983 var vi i 5 uger hver dag på den samme skole i København. Skolen tog imod os på en meget imødekommende måde og accepterede, at vi bevægede os frit overalt med filmudstyret. Vi forholdt os intuitivt undersøgende, åbne over for alle hændelser, ville ikke betragte noget som selvfølgeligt ' for at give et så autentisk billede som muligt af dette minisamfunds mange facetter.

## Medvirkende
- Walter Dalland
- Hans Lindemann
- Finn Roar Hansen
- lærere og elever på Falkonergårdens Gymnasium, Frederiksberg